# Villa Nizzastraße 10 (Radebeul)
Die Villa Nizzastraße 10 liegt im Stadtteil Oberlößnitz der sächsischen Stadt Radebeul, gegenüber der eine Zeit lang von Karl May bewohnten Villa Agnes. Obwohl sie sich stilistisch von diesen griechisch-klassizistischen Häusern der Nachbarschaft unterscheidet, wurde sie ebenfalls von den Baumeistern Gebrüder Ziller erbaut.

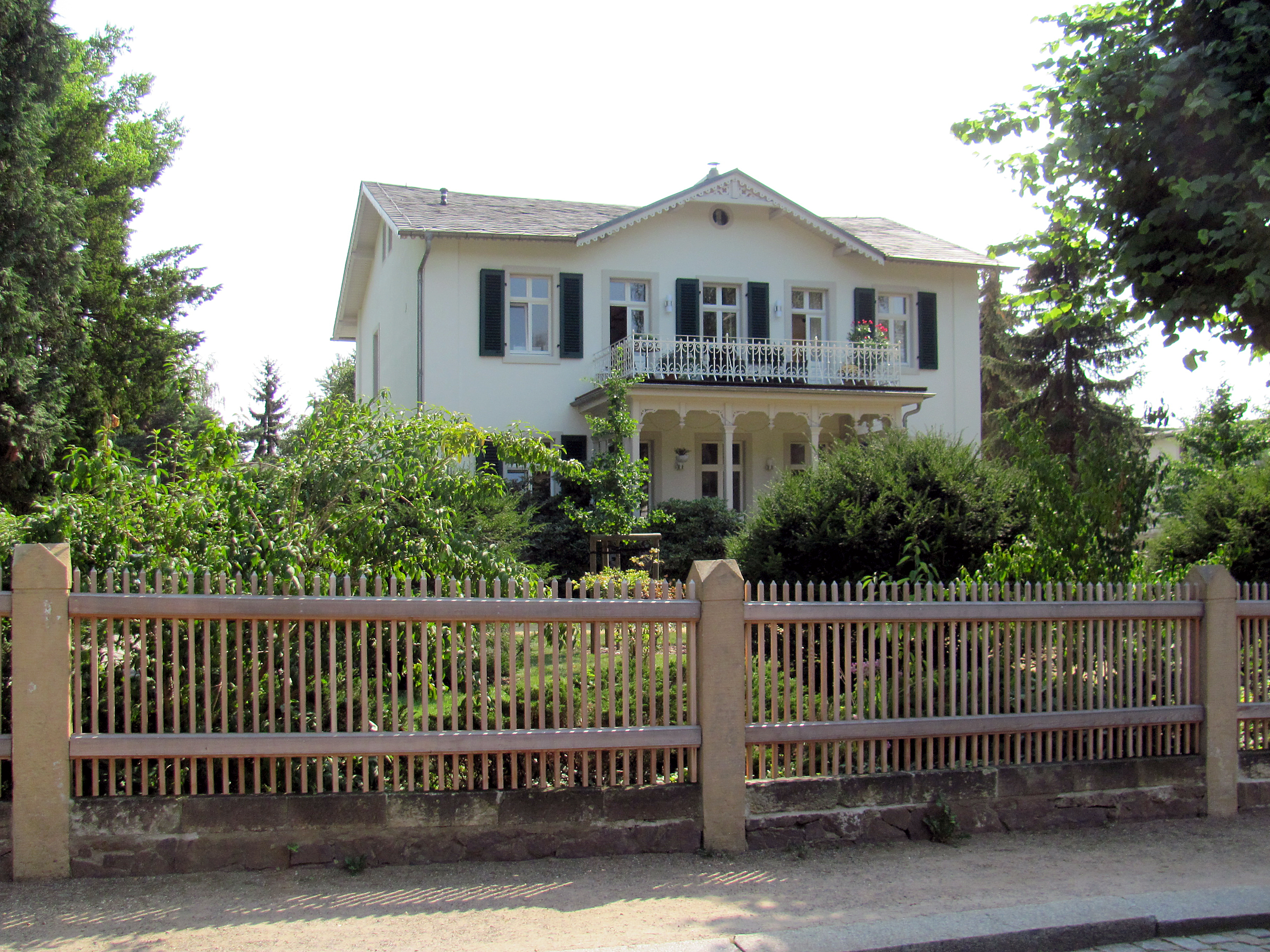
Villa Nizzastraße 10

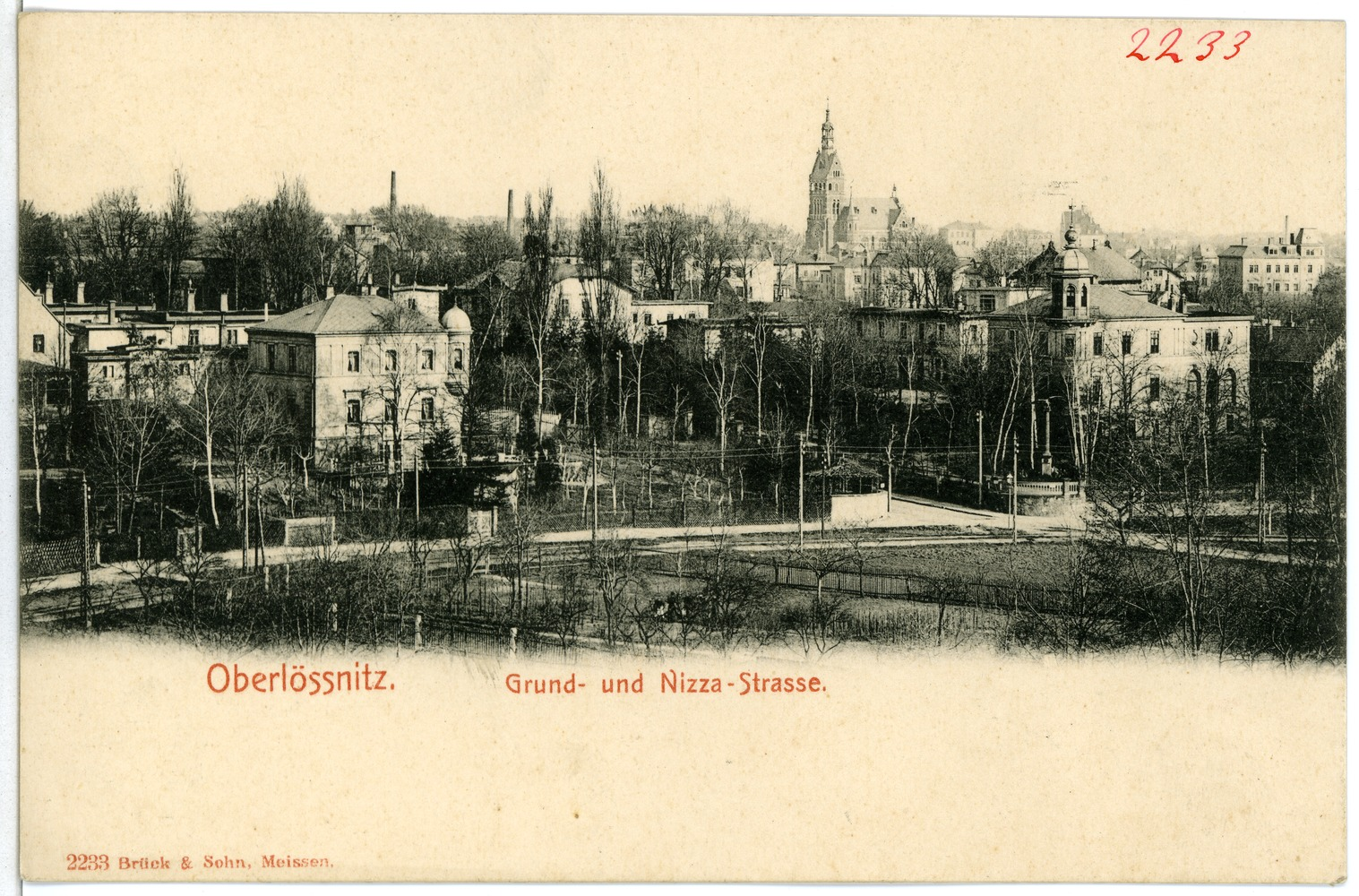
Nizzastraße 7 (links) und Nizzastraße 6 (rechts, 1901). Hinten die Lutherkirche, Bildmitte Nizzastraße 10 von der Seite

## Beschreibung
Die 1883 errichtete, zusammen mit ihrer Einfriedung unter Denkmalschutz stehende, landhausartige Villa ist ein zweigeschossiger Bau auf einem Syenit-Bruchsteinsockel und mit einem flachgeneigten, traufständigen Satteldach, das verschiefert ist.
Die fünfachsige Hauptansicht des von der Straße zurückgesetzten Gebäudes zeigt in Richtung Norden zur Nizzastraße, sie wird durch eine
mittige, reichverzierte Holzveranda mit Austritt obenauf mit gusseisernem Gitter betont, darüber ein dreiachsiger Sparrengiebel mit Brettschnitzerei.
Das glatt verputzte Gebäude wird durch Sandsteingewände gegliedert, rechts und links der Fenster befinden sich Klappläden, die dem Haus „einen südlichen Reiz“ verleihen.
Die Einfriedung besteht aus einem Holzzaun zwischen Sandsteinsäulen, die Toreingangssäulen werden durch gestufte Köpfe verziert. „Zwei schöne Linden markieren den Toreingang.“
Der Garten gilt als denkmalflegerische Nebenanlage.